# Hurma wschodnia
Hurma wschodnia (Diospyros kaki), nazywana również hebanem wiśniówką i nieprawidłowo hebanowcem wschodnim – gatunek drzewa z rodziny hebankowatych. Pochodzi z Chin, jest tam i w innych rejonach uprawiane.

## Morfologia

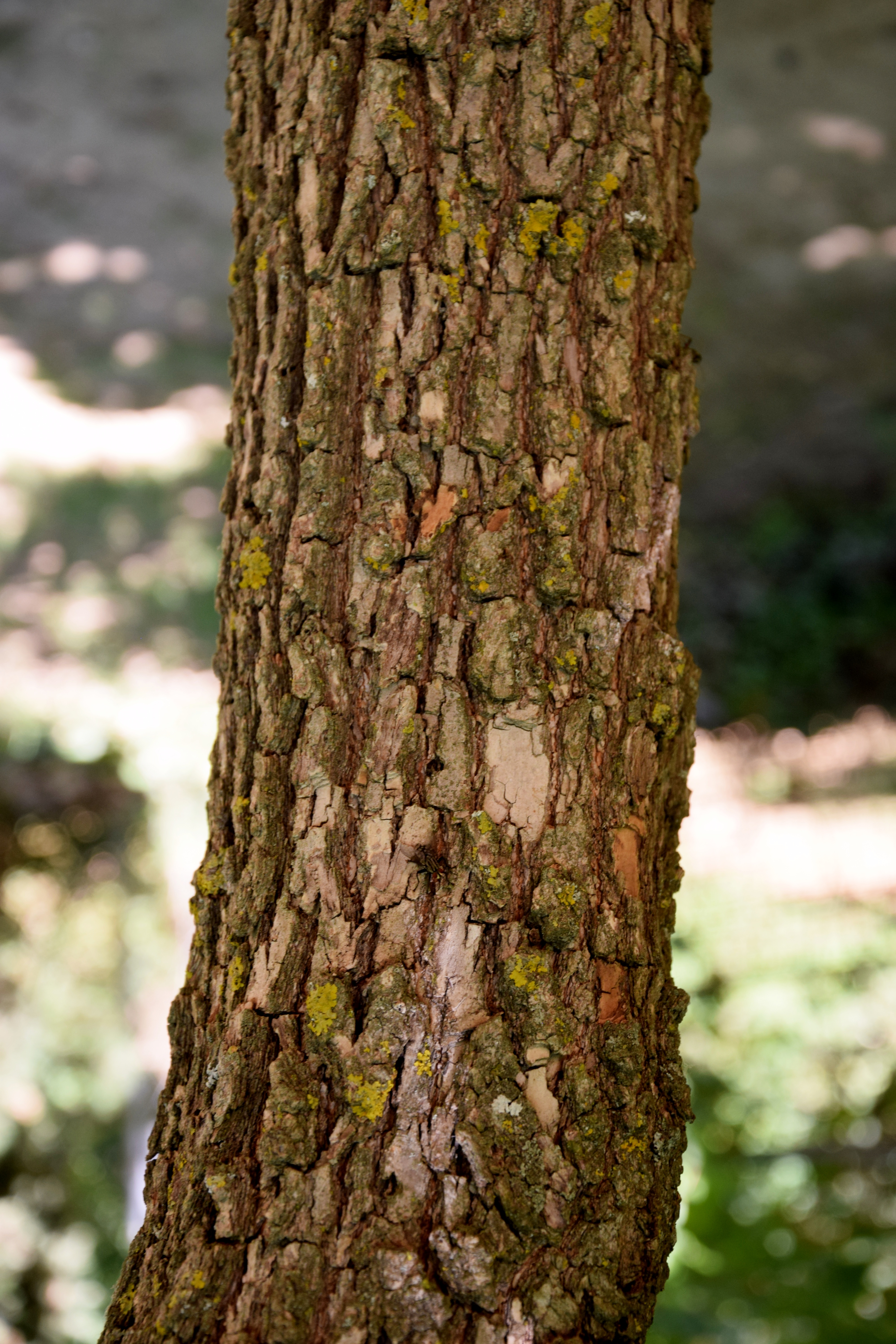
Pień drzewa

PokrójDrzewo osiągające zwykle 12–15 m wysokości, maksymalnie do 27 m. Młode pędy nagie do gęsto owłosionych.
LiściePojedyncze, ogonkowe, blaszka o długości od 5 do 18 cm i szerokości 2,5 do 6 cm, lancetowata do jajowatoeliptycznej.
KwiatyJednopłciowe; męskie w małych, ściśniętych pęczkach, żeńskie – pojedynczo. Kwiaty o średnicy do 3 cm (męskie mniejsze), z czterodziałkowym kielichem i bladożółtą lub siarkowożółtą, czterodzielną koroną. Kwitnie w czerwcu.
OwocJagoda o średnicy 3–10 cm, pomarańczowa lub złotobrunatna, z powiększonymi działkami kielicha, trwale pozostającymi na owocu; ma ona bardzo przyjemny smak, jest jednak jadalny tylko w stanie pełnej dojrzałości (mniej więcej od października do listopada).

## Zastosowanie

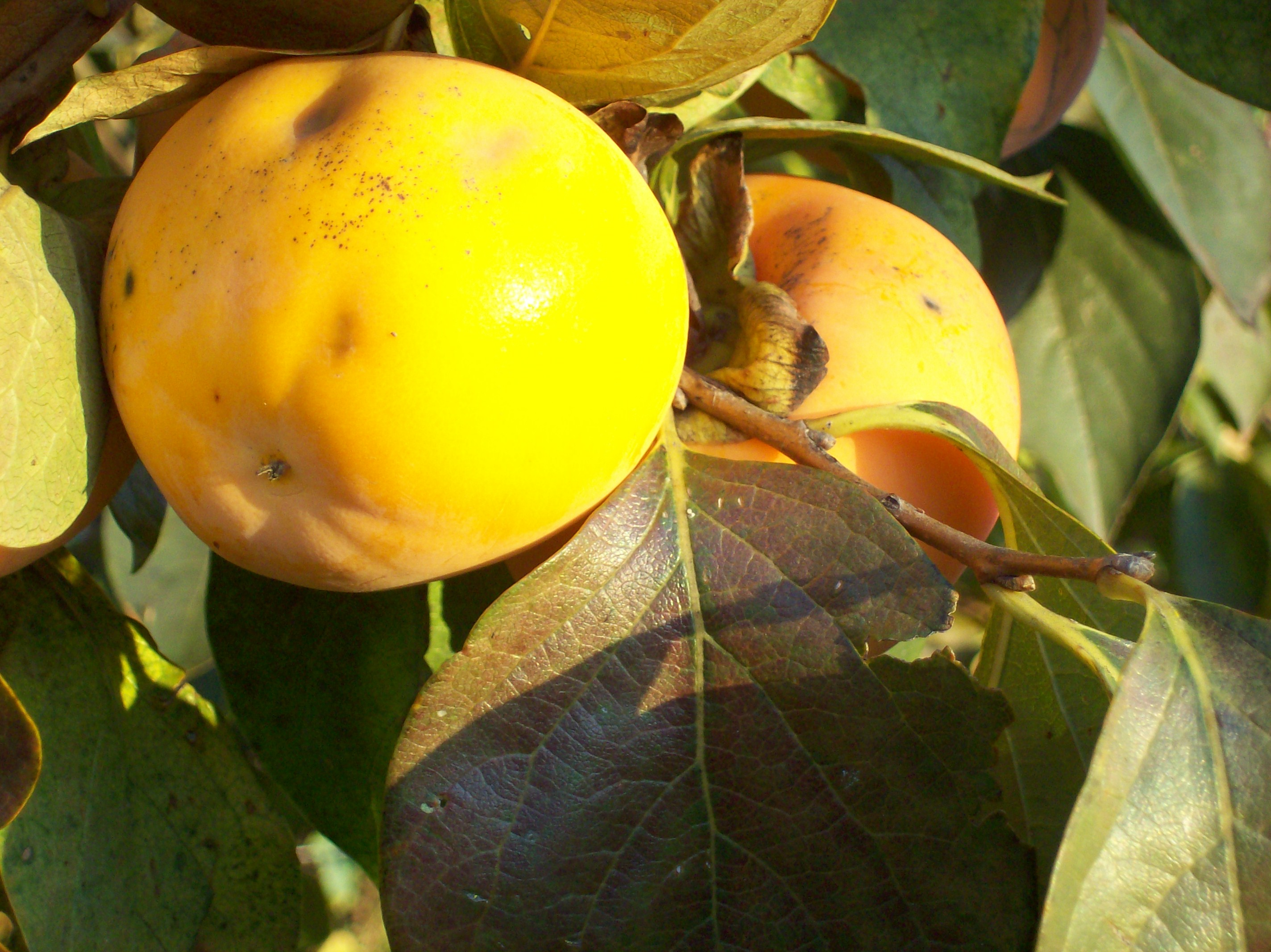
Dojrzewający owoc kaki

- Drzewo uprawiane w Chinach, Korei, w Japonii, na wyspie Jawa w Indonezji, w Europie Południowej, W USA (Kalifornia, Floryda). W Europie Środkowej wytrzymuje zimę tylko na obszarach uprawy winorośli, poza tym jest bardzo rzadko spotykane[7].
- Roślina zawierająca dużo garbników. Sok wykorzystywany jest do nasączania sieci rybackich, drewna, aby nie ulegało gniciu i do garbowania skór. Sok używany jest również w produkcji farb[5].
- Drewno jest oryginalnie szarobrunatne i niezwykle twarde. Używane bywa przeważnie do wyrobu przedmiotów narażonych na uderzenia, np. kręgli i kul[7].
- Owoce jadalne w stanie surowym i przerabiane na przetwory (dżemy i powidła)[5].

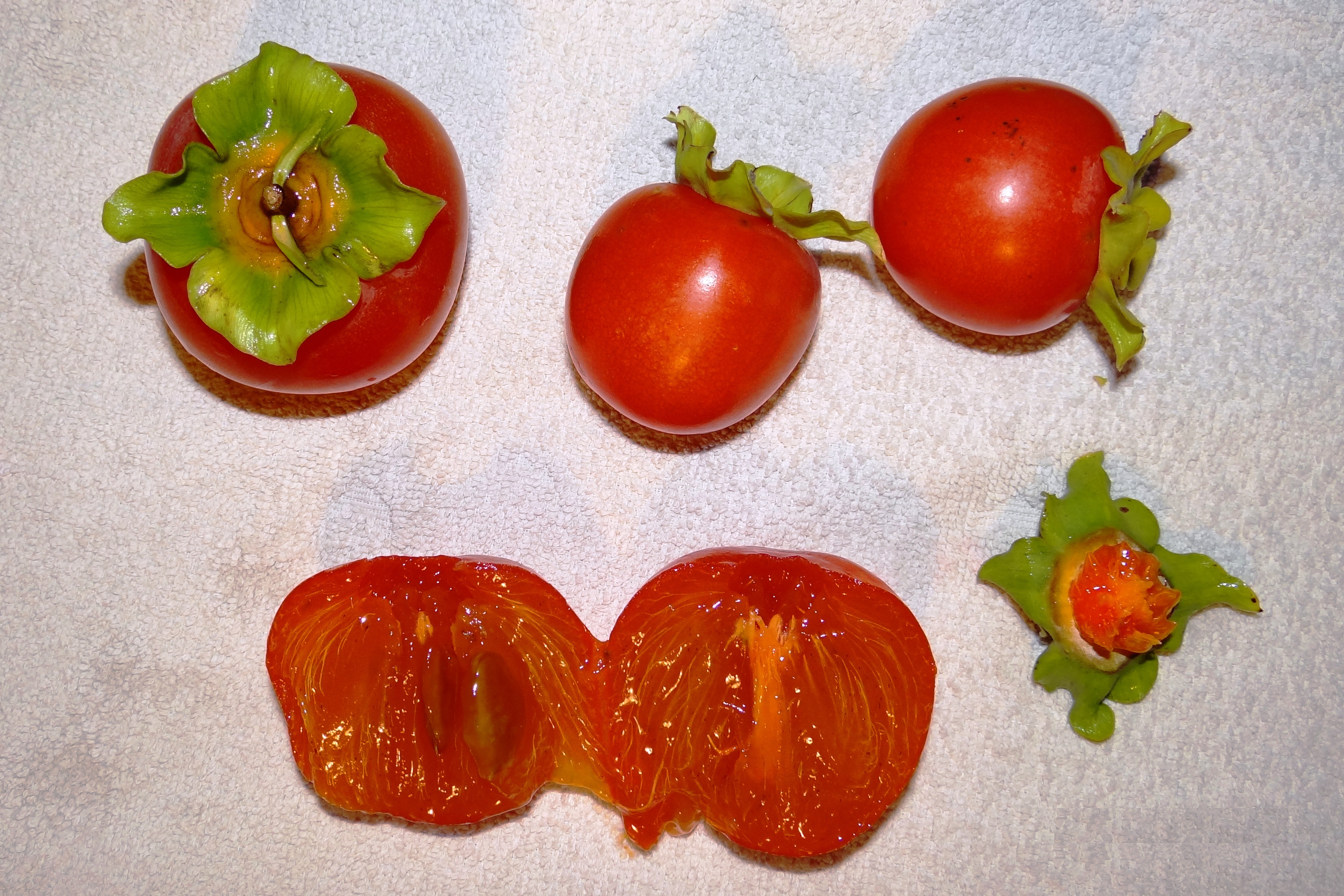
Hurma wschodnia (Diospyros kaki Thunb., 1780)